# Aprasia
Aprasia es un género de lagartos de la familia Pygopodidae. Este género es endémico de Australia. Aunque son parte del clado de los gecos (Gekkota), las especies de este género son alargadas y sin extremidades evidentes, como las serpientes. Son especies fosoriales y se alimentan casi por completo de larvas y pupas de hormigas.

## Especies
Se reconocen las siguientes 14 especies:
- Aprasia aurita Kluge, 1974
- Aprasia clairae Maryan, How & Adams, 2013
- Aprasia haroldi Storr, 1978
- Aprasia inaurita Kluge, 1974
- Aprasia litorea Maryan, Bush, Adams, 2013
- Aprasia parapulchella Kluge, 1974

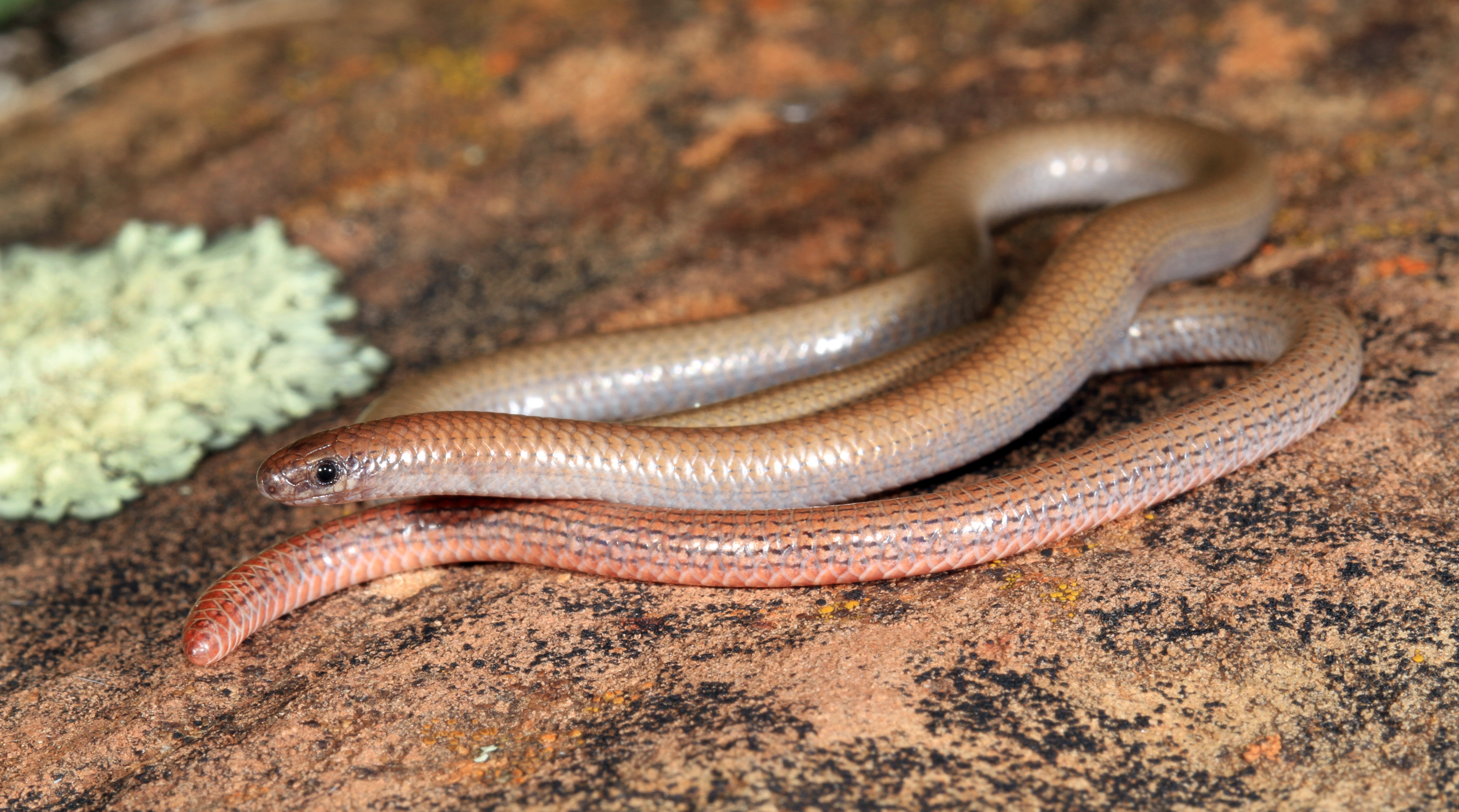
Aprasia pseudopulchella.

- Aprasia picturata Smith & Henry, 1999
- Aprasia pseudopulchella Kluge, 1974
- Aprasia pulchella Gray, 1839
- Aprasia repens (Fry, 1914)
- Aprasia rostrata Parker, 1956
- Aprasia smithi Storr, 1970
- Aprasia striolata Lütken, 1863
- Aprasia wicherina Maryan, Adams & Aplin, 2015